# La Chapelle-Saint-Aubin
Pour les articles homonymes, voir La Chapelle et Saint-Aubin.
La Chapelle-Saint-Aubin est une commune française, située dans le département de la Sarthe en région Pays de la Loire, peuplée de 2 252 habitants.
Située juste au nord de la ville du Mans, elle fait partie intégrante de son agglomération. La Chapelle-Saint-Aubin est une « ville fleurie » avec trois fleurs attribuées par le Conseil national des villes et villages fleuris de France au concours des villes et villages fleuris. Le 6 octobre 2007 à Mayenne, le jury régional a décerné à la commune une troisième fleur au palmarès des villes et villages fleuris.
La commune fait partie de la province historique du Maine, et se situe dans le Haut-Maine (Maine roux).

## Géographie

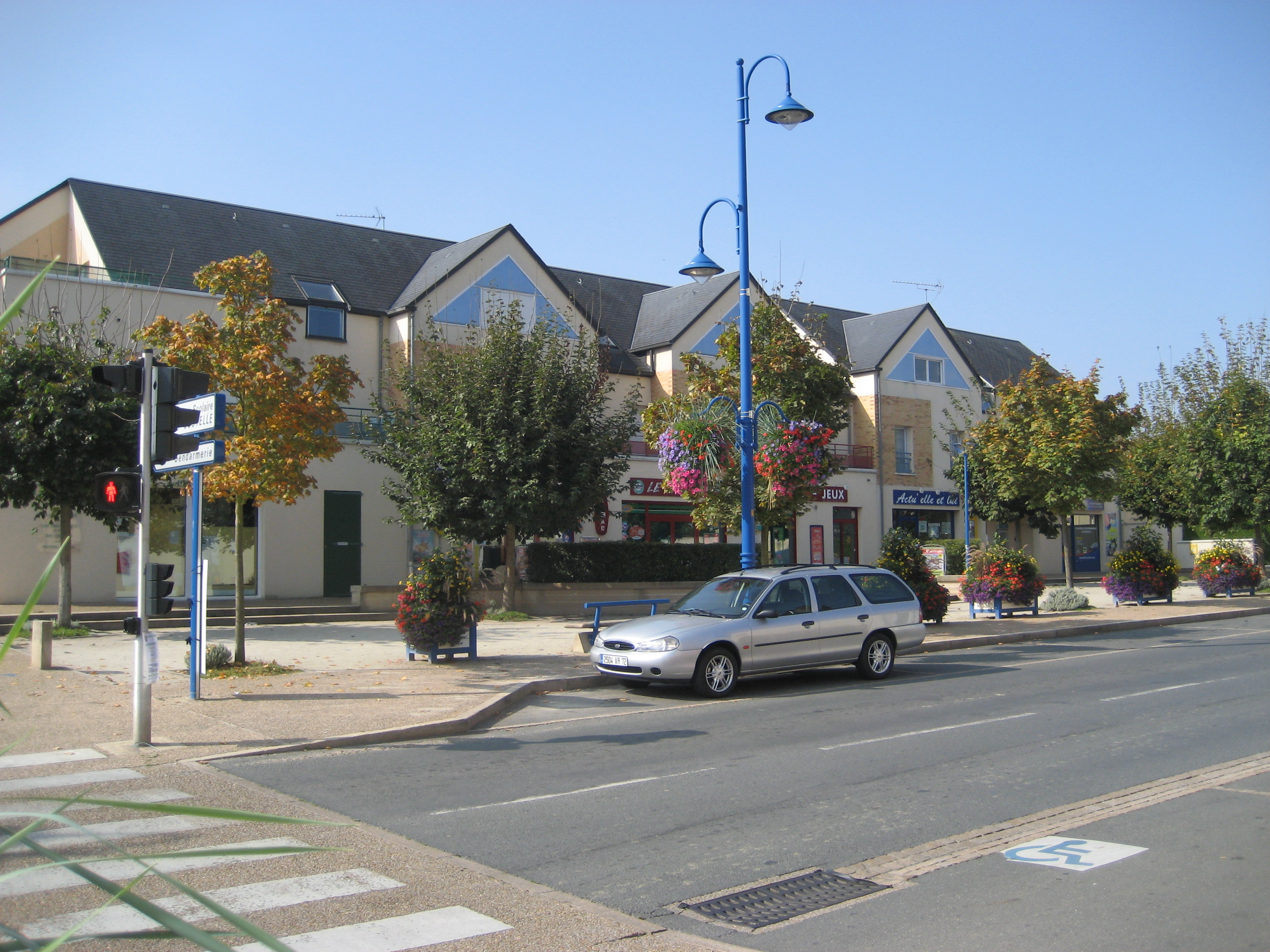
Centre commercial, rue de l'Europe.

La Chapelle-Saint-Aubin est située au nord de la ville du Mans, à sa périphérie. Elle possède sa propre desserte Setram qui la relie au centre-ville du Mans. Elle est aujourd'hui en marge de la départementale 337. Elle est desservie par la sortie autoroutière Le Mans ZI-Nord sur l'autoroute A11. Ses portes de l'Océane forment le premier nœud autoroutier des Pays de la Loire, en arrivant du Nord ou de l'Est de la France.
Les industries et commerces installés dans la ville font partie du groupe Le Mans Nord entreprises. Ces derniers ont été installés au début des années 1980. La zone d'activité commerciale du Moulin aux Moines est intégrée au paysage de la ville. La commune est également traversée par la ligne du Mans à Mézidon.

### Communes limitrophes
| La Milesse | Saint-Saturnin          |              |
| Trangé     | La Chapelle-Saint-Aubin | Saint-Pavace |
|            |                         | Le Mans      |

### Climat
Pour des articles plus généraux, voir Climat des Pays de la Loire et Climat de la Sarthe.
En 2010, le climat de la commune est de type climat océanique dégradé des plaines du Centre et du Nord, selon une étude du CNRS s'appuyant sur une série de données couvrant la période 1971-2000. En 2020, Météo-France publie une typologie des climats de la France métropolitaine dans laquelle la commune est dans une zone de transition entre le climat océanique et le climat océanique altéré et est dans la région climatique  Moyenne vallée de la Loire, caractérisée par une bonne insolation (1 850 h/an) et un été peu pluvieux. 
Pour la période 1971-2000, la température annuelle moyenne est de 11,1 °C, avec une amplitude thermique annuelle de 14,3 °C. Le cumul annuel moyen de précipitations est de 717 mm, avec 11,6 jours de précipitations en janvier et 7 jours en juillet. Pour la période 1991-2020, la température moyenne annuelle observée sur la station météorologique de Météo-France la plus proche, sur la commune du Mans à 4 km à vol d'oiseau, est de 12,4 °C et le cumul annuel moyen de précipitations est de 693,4 mm,. Pour l'avenir, les paramètres climatiques de la commune estimés pour 2050 selon différents scénarios d'émission de gaz à effet de serre sont consultables sur un site dédié publié par Météo-France en novembre 2022.
| Mois                                  | jan.             | fév.           | mars           | avril           | mai             | juin           | jui.           | août           | sep.            | oct.            | nov.           | déc.           | année     |
| ------------------------------------- | ---------------- | -------------- | -------------- | --------------- | --------------- | -------------- | -------------- | -------------- | --------------- | --------------- | -------------- | -------------- | --------- |
| Température minimale moyenne (°C)     | 2,7              | 2,2            | 4              | 6               | 9,7             | 12,9           | 14,6           | 14,3           | 11,2            | 8,8             | 5,2            | 2,9            | 7,9       |
| Température moyenne (°C)              | 5,5              | 5,9            | 8,7            | 11,3            | 14,9            | 18,2           | 20,3           | 20,1           | 16,7            | 13              | 8,6            | 5,9            | 12,4      |
| Température maximale moyenne (°C)     | 8,4              | 9,7            | 13,3           | 16,6            | 20,1            | 23,6           | 26             | 26             | 22,2            | 17,2            | 11,9           | 8,8            | 17        |
| Record de froid (°C) date du record   | −18,2 17.01.1987 | −17 15.02.1956 | −11,3 01.03.05 | −4,9 07.04.1956 | −3,7 07.05.1957 | 1,6 04.06.1975 | 3,9 08.07.1954 | 3,2 15.08.1956 | −0,5 21.09.1952 | −5,4 29.10.1947 | −12 23.11.1956 | −21 29.12.1964 | −21 1964  |
| Record de chaleur (°C) date du record | 17,2 27.01.03    | 21,8 27.02.19  | 25,6 31.03.21  | 30,3 17.04.1945 | 32,4 27.05.05   | 39,7 18.06.22  | 41,1 25.07.19  | 40,5 06.08.03  | 35 14.09.20     | 30,1 02.10.23   | 22,2 01.11.15  | 18,3 07.12.00  | 41,1 2019 |
| Ensoleillement (h)                    | 65               | 936            | 1 392          | 180             | 2 066           | 2 207          | 2 329          | 2 261          | 1 852           | 1 178           | 75             | 665            | 18 085    |
| Précipitations (mm)                   | 65,9             | 49,1           | 52,2           | 51,1            | 63,2            | 55,1           | 49,4           | 49             | 50,8            | 65,5            | 67,1           | 75             | 693,4     |

## Urbanisme

### Typologie
Au 1er janvier 2024, La Chapelle-Saint-Aubin est catégorisée ceinture urbaine, selon la nouvelle grille communale de densité à sept niveaux définie par l'Insee en 2022.
Elle appartient à l'unité urbaine du Mans, une agglomération intra-départementale regroupant 19  communes, dont elle est une commune de la banlieue,,. Par ailleurs la commune fait partie de l'aire d'attraction du Mans, dont elle est une commune de la couronne,. Cette aire, qui regroupe 144 communes, est catégorisée dans les aires de 200 000 à moins de 700 000 habitants,.

### Occupation des sols
L'occupation des sols de la commune, telle qu'elle ressort de la base de données européenne d’occupation biophysique des sols Corine Land Cover (CLC), est marquée par l'importance des territoires agricoles (59,4 % en 2018), en diminution par rapport à 1990 (67,1 %). La répartition détaillée en 2018 est la suivante : 
prairies (27,8 %), zones agricoles hétérogènes (26,3 %), zones industrielles ou commerciales et réseaux de communication (23,3 %), zones urbanisées (17,3 %), terres arables (5,3 %). L'évolution de l’occupation des sols de la commune et de ses infrastructures peut être observée sur les différentes représentations cartographiques du territoire : la carte de Cassini (XVIIIe siècle), la carte d'état-major (1820-1866) et les cartes ou photos aériennes de l'IGN pour la période actuelle (1950 à aujourd'hui).

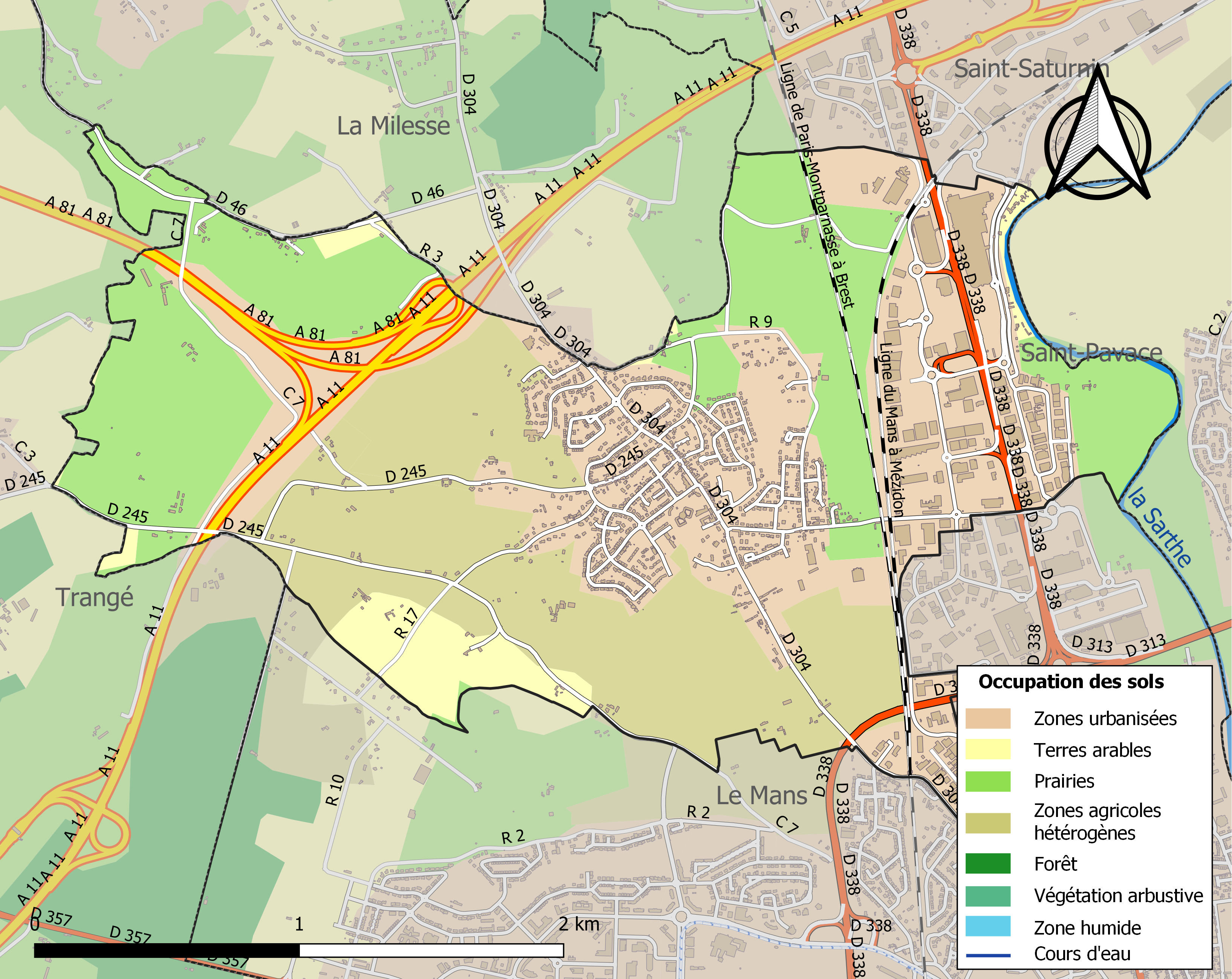
Carte des infrastructures et de l'occupation des sols de la commune en 2018 (CLC).

## Toponymie
Le gentilé est Capellaubinois.

## Histoire
À la fin de la Seconde Guerre mondiale, le village est traversé par les armées de Libération ; le futur maréchal Leclerc, à la tête de la 2e DB, y séjourne pour une nuit, le temps que les troupes de sa division traversent la Sarthe sur un pont construit par le génie militaire américain reliant Saint-Pavace.
Le 9 août 1944 le général Philippe Leclerc de Hauteclocque fait chanter un Te Deum dans l'église de la Chapelle-Saint-Aubin. Une plaque commémorative lui est dédiée.

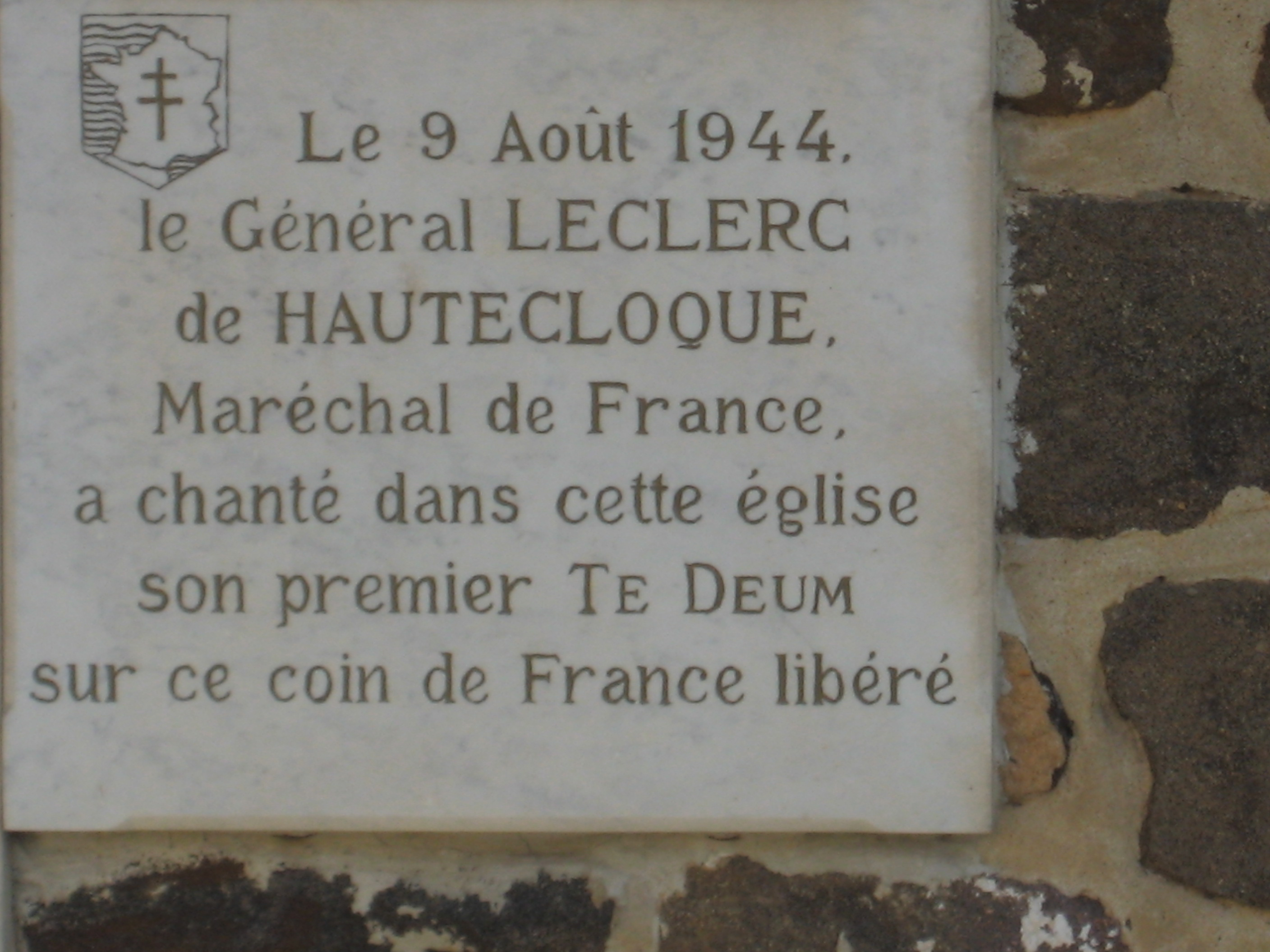
La plaque commémorative du général Leclerc sur le mur de l'église.
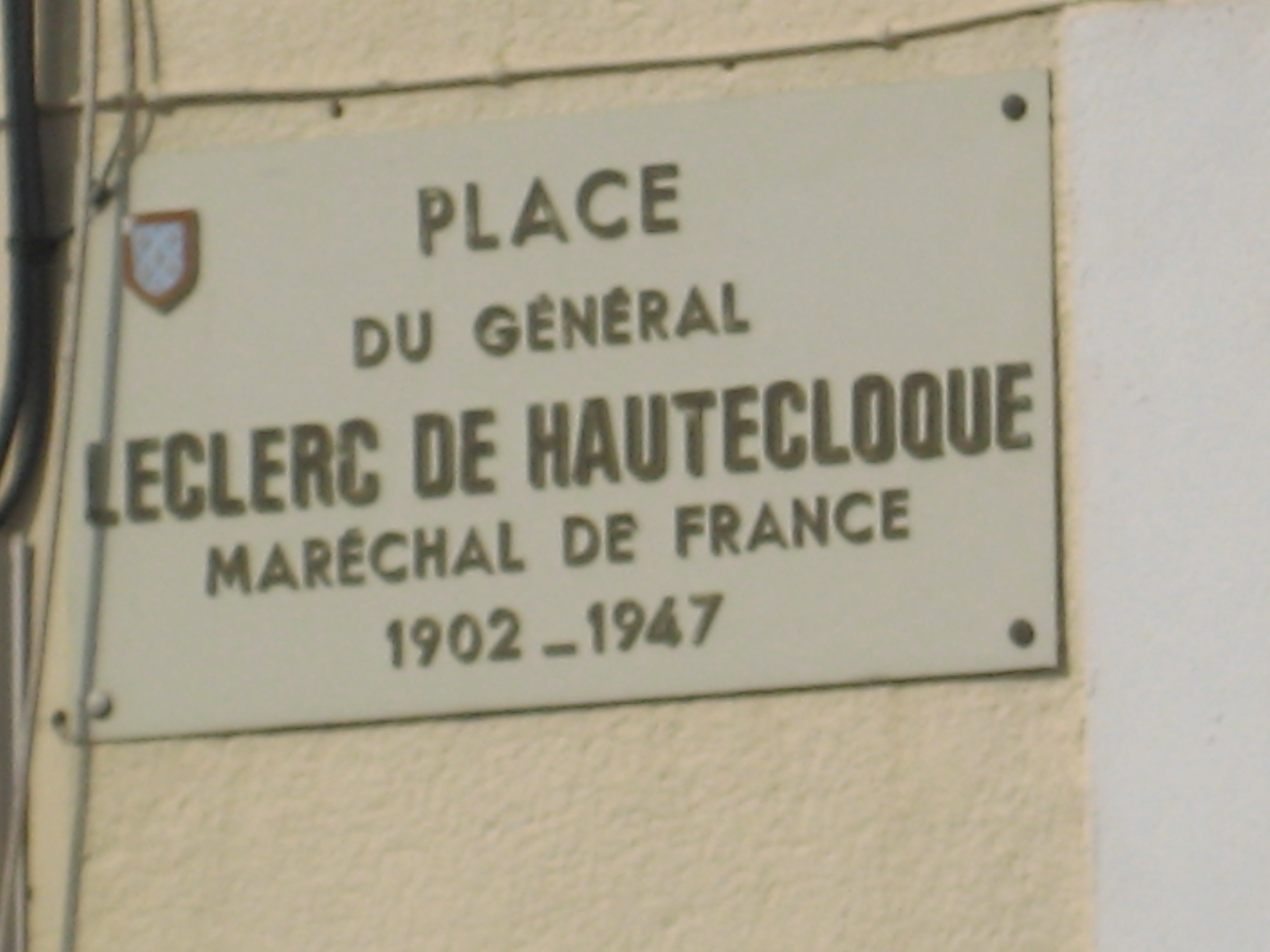
La place de l'église.

## Politique et administration

### Liste des maires

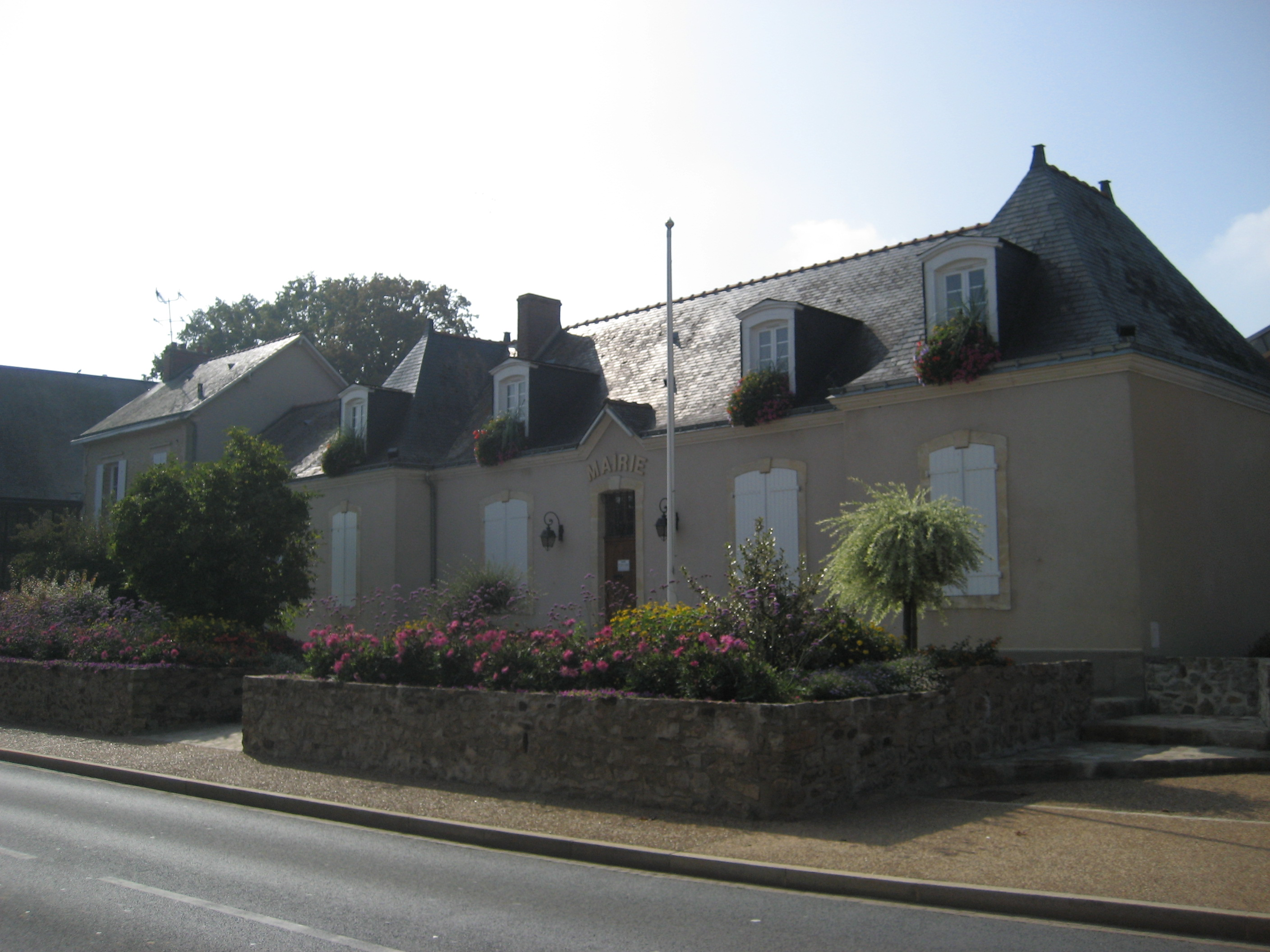
La mairie.

| Période                                  | Période              | Identité           | Étiquette | Qualité                          |
| ---------------------------------------- | -------------------- | ------------------ | --------- | -------------------------------- |
| 1900                                     | 1924                 | Georges Dalmagne   |           | Négociant                        |
| 1924                                     | 1931                 | Victor Jauneau     |           | Fermier                          |
| 1931                                     | mai 1935             | Eugène Dugas       |           | Rentier                          |
| mai 1935                                 | octobre 1961 (décès) | Victor Froger      |           | Comptable                        |
| novembre 1961                            | mars 1971            | Henri Le Couturier |           | Ancien marin                     |
| mars 1971                                | juin 1995            | Pierre Coutelle    | DVD       | Chargé d’affaires                |
| juin 1995                                | mars 2008            | Michel Gênes       | DVD       | Directeur SAFER                  |
| mars 2008                                | mars 2014            | Martine Launay     | DVD       | Coordinatrice                    |
| mars 2014                                | En cours             | Joël Le Bolu       | DVD       | Retraité de la fonction publique |
| Les données manquantes sont à compléter. |                      |                    |           |                                  |

### École
- L'école maternelle et primaire Pierre-Coutelle.

## Démographie
L'évolution du nombre d'habitants est connue à travers les recensements de la population effectués dans la commune depuis 1793. Pour les communes de moins de 10 000 habitants, une enquête de recensement portant sur toute la population est réalisée tous les cinq ans, les populations de référence des années intermédiaires étant quant à elles estimées par interpolation ou extrapolation. Pour la commune, le premier recensement exhaustif entrant dans le cadre du nouveau dispositif a été réalisé en 2004.
En 2022, la commune comptait 2 252 habitants, en évolution de −5,73 % par rapport à 2016 (Sarthe : −0,25 %, France hors Mayotte : +2,11 %).
| 1793 | 1800 | 1806 | 1821 | 1831 | 1836 | 1841 | 1846 | 1851 |
| ---- | ---- | ---- | ---- | ---- | ---- | ---- | ---- | ---- |
| 410  | 420  | 513  | 579  | 600  | 625  | 598  | 568  | 582  |

| 1856 | 1861 | 1866 | 1872 | 1876 | 1881 | 1886 | 1891 | 1896 |
| ---- | ---- | ---- | ---- | ---- | ---- | ---- | ---- | ---- |
| 598  | 542  | 540  | 554  | 548  | 564  | 526  | 519  | 540  |

| 1901 | 1906 | 1911 | 1921 | 1926 | 1931 | 1936 | 1946 | 1954 |
| ---- | ---- | ---- | ---- | ---- | ---- | ---- | ---- | ---- |
| 560  | 550  | 514  | 472  | 510  | 501  | 521  | 525  | 589  |

| 1962 | 1968 | 1975 | 1982  | 1990  | 1999  | 2004  | 2006  | 2009  |
| ---- | ---- | ---- | ----- | ----- | ----- | ----- | ----- | ----- |
| 615  | 678  | 921  | 1 559 | 1 817 | 2 094 | 2 181 | 2 165 | 2 161 |

| 2014  | 2019  | 2022  | - | - | - | - | - | - |
| ----- | ----- | ----- | - | - | - | - | - | - |
| 2 362 | 2 302 | 2 252 | - | - | - | - | - | - |

## Économie

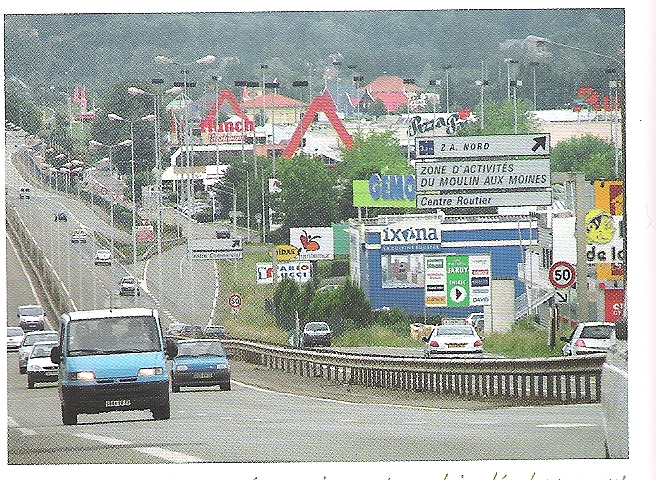
Zone commerciale de La Chapelle-Saint-Aubin.

Zone industrielle et commerciale étendue sur Le Mans, La Chapelle-Saint-Aubin et Saint-Saturnin.
Magasins
- Auchan
- Boulanger
- Afflelou
- Darty
- PicWic Toys (anciennement Toys "R" Us.)
- Go Sport
- Decathlon
- Conforama
- Norauto
- Point.P
- Méga CGR (Cinéma 12 salles)

## Lieux et monuments

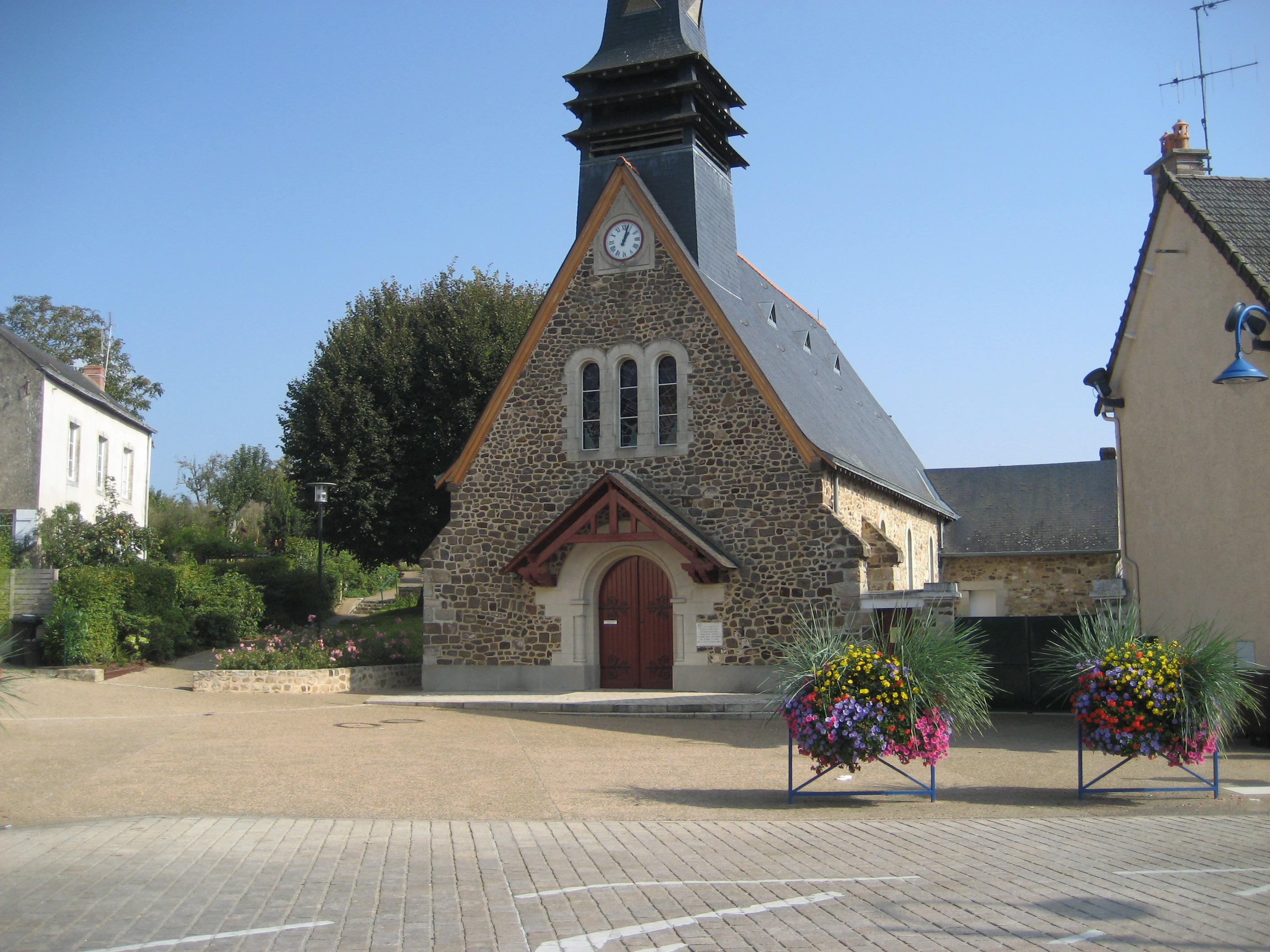
L'église Saint-Aubin.

- L'église Saint-Aubin, qui a brûlé le 23 février 1916 et remise en état (et ajout de crépis).

## Activité et manifestations

### Sports
- Association sportive de La Chapelle-Saint-Aubin (ASCA), sections volley-ball, tennis de table, basket-ball, football, tennis, padel, gymnastique, musculation, cyclotourisme, piscine, danse.

### Manifestations
- Des événements sont organisés par la municipalité puis par les commerçants : sports, manifestations culturelles, fête de la musique, carnaval…
- Des semaines thématiques proposent diverses expositions dans L'Avenue du Mans, au centre commercial d'Auchan, d'une cinquantaine de boutiques. On y voit des expositions en relation avec l'automobile ou l'écologie afin de sensibiliser les commerçants, les habitants et les consommateurs.